# باشگاه فوتبال تاج تهران در فصل ۱۳۵۰
فصل ۱۳۵۰ بیست‌ و ششمین سال فعالیت باشگاه تاج تهران  که امروزه با نام استقلال در فوتبال ایران شناخته می‌شود بود. در این فصل تیم تاج در قهرمانی باشگاههای آسیا عنوانی بهتر از سومی نتوانست کسب کند. در مسابقات باشگاههای تهران عنوان قهرمانی را کسب کرد ولی در دومین دوره لیگ منطقه‌ای ایران در مکان سوم قرار گرفت.

## پیش فصل
در این سال تیم تاج در مسابقات قهرمانی باشگاههای آسیا با پیروزی بر نمایندگان مالزی و کره‌جنوبی و شکست در برابر تیم پلیس عراق به مقام سوم آسیا دست یافت.
در همین تیم تاج در تورنمنت چهار جانبه فوتبال تهران که با شرکت تیم‌های مطرح پايتخت انجام شد به مقام قهرمانی رسید و مجوز حضور در جام باشگاههای کشور را کسب نمود
در سومین دوره مسابقات فوتبال جوانان باشگاههای تهران تیم فوتبال راه‌آهن به مقام قهرمانی این مسابقات رسید و تیم جوانان تاج به مقام چهارم این مسابقات بسنده کرد
در این سال به موجب توافق به عمل آمده میان مدیران باشگاه تاج و پاس سه تن از بازیکنان تیم فوتبال تاج (حسین فرزامی، مهدی لواسانی، قاسم خانی و پرویز قلیچ‌خانی به عضویت تیم پاس درآمدند.
مسابقات فوتبال منطقه یک باشگاههای ایران با شرکت هفت تیم در شهرستان رشت برگزار گردید. در این منطقه تیم‌های تاج تهران، تاج رشت، تاج نوشهر در گروه یک قرار داشتند و تیمهای ماشین‌سازی تبریز، تاج گنبد، سام لاهیجان و خانه جوانان اصفهان در گروه دو به رقابت پرداختند که در پایان تیم تاج تهران و تاج نوشهر به دور بعد راه یافتند.
در این سال یکی از بزرگترین اتفاقات در ورزش فوتبال ایران رخ داد و در روز یکشنبه ۲۵ مهرماه سال ۱۳۵۰ ورزشگاه ۱۰۰ هزار نفری آزادی ( آریا مهر) افتتاح گردید.
تیم فوتبال تاج در آبانماه سال ۱۳۵۰ جهت شرکت در تورنمنت بین‌المللی جام میلز هندوستان مرکب از ۲۰ بازیکن سرپرست و مربی عازم این کشور شدند. تاج در این سفر پنج چهره ملی‌پوش خود ناصر حجازی، اکبر کارگرجم، کارو حق وردیان، علی جباری و علیرضا حاج‌قاسم را در خدمت نداشت، تاج در غیبت برگانش از نفرات تیمهای هم خانواده خود دیهیم افسر کمک گرفته بود. در این دوره از مسابقات ۳۶ تیم حضور داشتند. که در نهایت با قهرمانی تیم تاج به پایان رسید. غلامحسین مظلومی با زدن ۷ گل آقای گل مسابقات شد.
در روز هفدهم اردیبهشت ۱۳۵۰ تیم فوتبال بانوان تاج در دیداری دوستانه مقابل تیم منتخبی از بازیکنان زنان ایتالیا قرار گرفت و با نتیجه ۲ بر صفر مغلوب حریف خود شد. عکس در این بازی ژنیک شهبازیان دروازه‌بان تیم تاج بهترین بازیکن زمین بوده و بارها مانع باز شدن دروازه تیم تاج شده است عکس
در دی‌ماه سال ۱۳۵۰ طی حکمی از طرف پرویز خسروانی -ریاست هیأت مدیره سازمان ورزشی و فرهنگی تاج- و تصویب هییت مدیره رضا کاشفی به عنوان مشاور عالی سازمان ورزشی تاج منصوب شد.

## بازی‌ها

### قهرمانی باشگاههای آسیا
منبع
| ۱ فروردین ۱۳۵۰ بازی گروه‌بندی                                                                 | تاج تهران       | ۲ – ۳ | الشرطه عراق                               | بانکوک، تایلند               |
|                                                                                              | مظلومی ۲۳'، ۸۱' |       | غنیم عبدالمجید ۲' · شاکر اسماعیل ۳۵'، ۶۵' | ورزشگاه: استادیوم ملی تایلند |
| یادداشت: این بازی برای تعیین گروه‌بندی مسابقات بوده و جزو بازیهای مرحله گروهی حساب نمیشده است |                 |       |                                           |                              |

| ۴ فروردین ۱۳۵۰ مرحله گروهی | تاج تهران        | ۲ – ۱ | ارتش کره‌جنوبی(۱) | بانکوک، تایلند                               |
|                            | حاج‌قاسم ۴۳'، ۶۷' |       | لیم تائه چو ۴۶'  | ورزشگاه: استادیوم ملی تایلند تماشاگران: ۵۰۰۰ |

| ۶ فروردین ۱۳۵۰ مرحله گروهی                             | تاج تهران | ۰ – ۰ | العربی کویت | بانکوک، تایلند                               |
|                                                        |           | منبع  |             | ورزشگاه: استادیوم ملی تایلند تماشاگران: ۲۰۰۰ |
| یادداشت: گل دقیقه ۷۷ تیم تاج توسط داور آفساید اعلام شد |           |       |             |                                              |

| ۸ فروردین ۱۳۵۰ مرحله گروهی | تاج تهران                               | ۳ – ۰ | پراک فا مالزی(۲) | بانکوک، تایلند               |
|                            | م.مژدهی ۷۷'، ۸۹' · جانملکی ۸۳' (پنالتی) | منبع  |                  | ورزشگاه: استادیوم ملی تایلند |

| ۱۱ فروردین ۱۳۵۰ بازی نیمه نهایی | تاج تهران | ۰ – ۲ | الشرطه عراق                       | بانکوک، تایلند               |
|                                 |           |       | مونیام حسین ۶' · شاکر اسماعیل ۸۱' | ورزشگاه: استادیوم ملی تایلند |

| ۱۳ فروردین ۱۳۵۰ بازی رده‌بندی | تاج تهران                            | ۳ – ۲ | ارتش کره‌جنوبی                       | بانکوک، تایلند               |
|                              | مظلومی ۲۱' · حاج‌قاسم ۵۷' · جباری ۸۰' | منبع  | چونگ کیو بونک ۶۳' · لیم تائه چو ۸۸' | ورزشگاه: استادیوم ملی تایلند |

۱-ROK Army
۲-Perak_FA
| تیم           | بازی | برد | مساوی | باخت | گل‌زده | گل‌خورده | تفاضل‌گل | امتیاز |
| ------------- | ---- | --- | ----- | ---- | ----- | ------- | ------- | ------ |
| تاج تهران     | ۳    | ۲   | ۱     | ۰    | ۵     | ۱       | ۴       | ۵      |
| ارتش کره‌جنوبی | ۳    | ۲   | ۰     | ۱    | ۵     | ۲       | ۳       | ۴      |
| العربی کویت   | ۳    | ۱   | ۱     | ۱    | ۳     | ۱       | ۲       | ۳      |
| پرآک فا مالزی | ۳    | ۰   | ۰     | ۳    | ۰     | ۹       | ۹-      | ۰      |

### قهرمانی باشگاه‌های تهران
| ۹ بهمن ۱۳۴۹ ۱ | تاج تهران                         | ۳–۱ | آرارات تهران | تهران                                              |
|               | مظلومی ۴' · جباری ۲۲' · مژدهی ۳۳' |     | ملکی ۷'      | ورزشگاه: امجدیه تماشاگران: ۱۰٬۰۰۰ داور: داود حیدری |

| ۲۰ فروردین ۱۳۵۰ ۲ | تاج تهران           | ۱–۰ | برق تهران | تهران                                                |
|                   | حاج‌محمد ۷' (پنالتی) |     |           | ورزشگاه: امجدیه تماشاگران: ۱۵٬۰۰۰ داور: ارشد برازنده |

| ۲۶ فروردین ۱۳۵۰ ۳ | تاج تهران       | ۲–۱ | دیهیم            | تهران                                            |
|                   | حاج‌محمد ۶'، ۷۱' |     | جعفر آذرمگین ۸۱' | ورزشگاه: امجدیه تماشاگران: ۵٬۰۰۰ داور: سعید صدری |

| ۲۹ فروردین ۱۳۵۰ ۴ | تاج تهران      | ۲–۱ | شهربانی         | تهران                                                        |
|                   | مظلومی ۱۷' ۵۳' |     | فاروق شافعی ۳۱' | ورزشگاه: امجدیه تماشاگران: ۲٬۰۰۰ داور: ابوالقاسم حاج‌ابوالحسن |

| ۱۰ اردیبهشت ۱۳۵۰ ۵ | تاج تهران | ۱–۱ | پاس تهران          | تهران                                                         |
|                    | مژدهی ۲۴' |     | یاوری ۳۸' (پنالتی) | ورزشگاه: امجدیه تماشاگران: ۲۵٬۰۰۰ داور: ابوالقاسم حاج‌ابوالحسن |

| ۲۱ اردیبهشت ۱۳۵۰ ۶ | تاج تهران  | ۱–۱         | راه‌آهن         | تهران                                            |
|                    | مظلومی ۲۴' | کیهان ورزشی | نوین‌روزگار ۶۱' | ورزشگاه: امجدیه تماشاگران: ۵٬۰۰۰ داور: سعید صدری |

| ۲۴ اردیبهشت ۱۳۵۰ ۷ | تاج تهران                                         | ۶–۱ | پیام تهران                  | تهران                                                |
|                    | قراب ۲۱'، ۳۲' · حاج‌محمد ۲۶'، ۷۲' · جباری ۴۰'، ۷۶' |     | فیروز خدر زاده ۸۰' (پنالتی) | ورزشگاه: امجدیه تماشاگران: ۱۵٬۰۰۰ داور: ارشد برازنده |

| ۲۷ اردیبهشت ۱۳۵۰ ۸ | تاج تهران   | ۱–۰ | بانک ملی تهران | تهران                                             |
|                    | حاج‌قاسم ۲۳' |     |                | ورزشگاه: امجدیه تماشاگران: ۸٬۰۰۰ داور: محسن زمانی |

| ۳۰ اردیبهشت ۱۳۵۰ ۹ | تاج تهران                                | ۴–۰ | آتش نشانی | تهران                                                 |
|                    | قراب ۲۷' · مظلومی ۷۶'، ۸۲' · حاج‌قاسم ۹۰' |     |           | ورزشگاه: امجدیه تماشاگران: ۵٬۰۰۰ داور: حسین سلیم‌آبادی |

| ۱۸ تیر ۱۳۵۰ ۱۳ | تاج تهران                                                            | ۶–۰ | افسر | تهران                                                        |
|                | قراب ۲۸'، ۵۴'، ۶۲' · پورحیدری ۴۰' (پنالتی) · جباری ۶۶' · حاج‌قاسم ۸۷' |     |      | ورزشگاه: امجدیه تماشاگران: ۸٬۰۰۰ داور: ابوالقاسم حاج‌ابوالحسن |

| ۲۵ تیر ۱۳۵۰ ۱۴ | تاج تهران                  | ۳–۰ | قصر یخ | تهران                                              |
|                | قراب ۱۸'، ۸۵' · مظلومی ۶۲' |     |        | ورزشگاه: امجدیه تماشاگران: ۱۲٬۰۰۰ داور: داود حیدری |

### جایگاه در جدول
| رده | تیم      | بازی | برد | مساوی | باخت | گل‌زده | گل‌خورده | تفاضل | امتیاز |
| --- | -------- | ---- | --- | ----- | ---- | ----- | ------- | ----- | ------ |
| ۱   | تاج      | ۱۴   | ۱۰  | ۴     | ۰    | ۳۴    | ۹       | ۲۵+   | ۲۴     |
| ۲   | پرسپولیس | ۱۴   | ۱۰  | ۴     | ۰    | ۲۵    | ۳       | ۲۲+   | ۲۴     |
| ۳   | پاس      | ۱۴   | ۱۰  | ۳     | ۱    | ۱۹    | ۶       | ۱۳+   | ۲۳     |

### جام منطقه‌ای

#### مرحله مقدماتی
منبع
| ۸ مرداد ۱۳۵۰ ۱ | تاج رشت | ۰ – ۲ | تاج تهران                           | رشت                                   |
|                |         |       | علی‌اکبری ۴۹' (گل‌به‌خودی) · جباری ۵۵' | ورزشگاه: استادیوم رشت داور: محمد سترک |

| ۱۳ مرداد ۱۳۵۰ ۲ | تاج تهران   | ۱ – ۰ | تاج نوشهر | رشت                                      |
|                 | حاج‌قاسم ۲۹' |       |           | ورزشگاه: استادیوم رشت داور: جمشید نیک‌مهر |

| ۱۵ مرداد ۱۳۵۰ نیمه‌نهایی | تاج تهران                         | ۳ – ۱ | ماشین‌سازی تبریز  | رشت                                     |
|                         | جباری ۲۳' · قراب ۶۸' · مظلومی ۸۲' | عکس   | عباس اسدزاده ۲۶' | ورزشگاه: استادیوم رشت داور: جعفر نامدار |

| ۱۷ مرداد ۱۳۵۰ فینال | تاج تهران                              | ۵ – ۰ | تاج نوشهر | رشت                                     |
|                     | جباری ۱۲'، ۵۷'، ۶۰' · حاج‌قاسم ۳۰'، ۴۱' |       |           | ورزشگاه: استادیوم رشت داور: بیژن تیزکار |

| # | تیم       | بازی | برد | مساوی | باخت | گل‌زده | گل‌خورده | تفاضل | امتیاز | توضیحات           |
| - | --------- | ---- | --- | ----- | ---- | ----- | ------- | ----- | ------ | ----------------- |
| ۱ | تاج تهران | ۲    | ۲   | ۰     | ۰    | ۳     | ۰       | ۳     | ۴      | صعود به نیمه‌نهایی |
| ۲ | تاج نوشهر | ۲    | ۰   | ۱     | ۱    | ۱     | ۲       | ۱-    | ۱      |                   |
| ۳ | تاج رشت   | ۲    | ۰   | ۱     | ۱    | ۱     | ۳       | ۲-    | ۱      |                   |

#### مرحله نهایی
منبع
| ۱۲ آبان ۱۳۵۰ ۱ | تاج تهران | ۰ – ۱ | پاس تهران     | تهران                                                    |
|                |           |       | اصغر شرفی ۳۲' | ورزشگاه: امجدیه تهران تماشاگران: ۱۸۰۰۰ داور: داوود حیدری |

| ۱۹ آذر ۱۳۵۰ ۲ | جم آبادان        | ۱ – ۲ | تاج تهران           | آبادان                                                 |
|               | حسین بهاریان ۲۱' |       | علی رحمانی ۶'، ۴۰'  | ورزشگاه: استادیوم آبادان تماشاگران: ۱۳۰۰۰ داور: سلطانی |

| ۲۱ آذر ۱۳۵۰ ۳ | تاج مسجدسلیمان | ۰ – ۵ | تاج تهران                                    | مسجدسلیمان                                    |
|               |                |       | حاج‌قاسم ۲۹' · جباری ۵۴'، ۵۶'، ۸۵' · قراب ۸۲' | ورزشگاه: نوبنیاد مسجد سلیمان داور: هوشنگ خلفی |

| ۱۷ دی ۱۳۵۰ ۴ | تاج نوشهر | ۰ – ۳ | تاج تهران                 | نوشهر                                          |
|              |           |       | جباری ۱۰'، ۶۳' · قراب ۱۲' | ورزشگاه: استادیوم ورزشی نوشهر داور: محمد ریاحی |

| ۱ بهمن ۱۳۵۰ ۵ | تاج تهران    | ۱ – ۰ | عقاب تهران                         | تهران                                  |
|               | مظلومی ۵۴' · |       | افتخاری '۷۴ · فریبرز اسماعیلی ۸۵ · | ورزشگاه: امجدیه تهران داور: محسن زمانی |

| ۸ بهمن ۱۳۵۰ ۶ | سپاهان اصفهان | ۰ – ۴ | تاج تهران                                     | اصفهان                                                        |
|               |               |       | مظلومی ۳۲'، ۴۰' · م.مژدهی ۶۷' · حق‌وردیان ۸۹'  | ورزشگاه: باغ همایون اصفهان تماشاگران: ۷۰۰۰ داور: ارشد برازنده |

| ۲۷ بهمن ۱۳۵۰ ۸ | تاج تهران                   | ۳ – ۰ | تاج نوشهر | تهران                                                  |
|                | مظلومی ۲۷'، ۷۵' · معینی ۷۹' |       |           | ورزشگاه: امجدیه تهران تماشاگران: ۳۰۰۰ داور: محمد صالحی |

| ۵ اسفند ۱۳۵۰ ۹ | تاج تهران              | ۲ – ۰ | سپاهان اصفهان | تهران                                              |
|                | جباری ۴۳' · مظلومی ۶۱' |       |               | ورزشگاه: امجدیه تهران داور: ابوالقاسم حاج ابوالحسن |

| ۹ اسفند ۱۳۵۰ ۱۰ | تاج تهران                               | ۴ – ۰ | تاج مسجدسلیمان | تهران                                  |
|                 | جباری ۱۸'، ۸۶' · قراب ۷۹' · حاج‌محمد ۸۱' |       |                | ورزشگاه: امجدیه تهران داور: محسن زمانی |

| ۱۳ اسفند ۱۳۵۰ ۱۱ | عقاب تهران       | ۲ – ۱ | تاج تهران  | تهران                                                               |
|                  | وفاخواه ۴۶'، ۵۸' |       | جباری ۱۰'  | ورزشگاه: امجدیه تهران تماشاگران: ۱۵۰۰۰ داور: ابوالقاسم حاج ابوالحسن |

| ۲۳ اسفند ۱۳۵۰ ۱۲ | پاس تهران                                     | ۳ – ۰ | تاج تهران | تهران                                                       |
|                  | پرویز میرزاحسن ۵۶'، ۷۳' · محمدعلی مالکیان ۷۵' |       |           | ورزشگاه: امجدیه تهران تماشاگران: ۱۰۰۰۰ داور: ضیاء ترک دوغان |

| ۳ فروردین ۱۳۵۱ ۱۳ (دربی ۱۰) | پرسپولیس تهران           | ۲ – ۰ | تاج تهران | تهران                                   |
|                             | ایرانپاک ۵۱' · کلانی ۸۸' |       |           | ورزشگاه: امجدیه تهران داور: پاپا واسیلی |

| ۵ فروردین ۱۳۵۱ ۱۴ | تاج تهران | ۰ (۳) – (۰) ۰ | جم آبادان | تهران                                 |
| |           |               |           | ورزشگاه: امجدیه تهران داور: سعید صدری |
| یادداشت: این بازی با نتیجه ۰ بر ۰ به پایان رسید ولی تیم جم آبادان به علت استفاده از بازیکن غیر مجاز ۳ بر ۰ بازنده اعلام شد. |           |               |           |                                       |

### جایگاه در جدول
نوشتار اصلی: جدول رده‌بندی دومین دوره لیگ منطقه‌ای
| رتبه | عنوان بازیها | بازی | برد | مساوی | باخت | گل‌زده | گل‌خورده | تفاضل | امتیاز |
| ---- | ------------ | ---- | --- | ----- | ---- | ----- | ------- | ----- | ------ |
| ۲    | پاس تهران    | ۱۴   | ۱۲  | ۰     | ۲    | ۳۸    | ۶       | ۳۲    | ۲۴     |
| ۳    | تاج تهران    | ۱۴   | ۹   | ۰     | ۵    | ۲۹    | ۱۳      | ۱۶    | ۱۸     |
| ۴    | عقاب تهران   | ۱۴   | ۷   | ۲     | ۵    | ۲۷    | ۱۷      | ۱۰    | ۱۶     |

### جام باشگاه‌های تهران
| ۲۵ آذر ۱۳۵۰ ۱ | تاج تهران                 | ۱ – ۰ | برق تهران | تهران                                   |
|               | مظلومی ۴۹' · پورحیدری '۷۸ |       |           | ورزشگاه: امجدیه تهران داور: جعفر نامدار |

### جام میلز
منبع
| ۲۳ آبان ۱۳۵۰ مرحله گروهی | آ.ث.بی کانتری | ۱ – ۴ | تاج تهران                                 | هند |
|                          |               |       | منشی‌زاده ۳۸'، ۴۴' · مظلومی ۶۶' · قراب ۸۴' |     |

| ۲۶ آبان ۱۳۵۰ مرحله گروهی | واسکوزی | ۲ – ۴ | تاج تهران                | هند |
|                          |         |       | مظلومی ۸'، ۲۵'، ۴۸'، ۷۴' |     |

| ۲۹ آبان ۱۳۵۰ مرحله گروهی | بی.اس.اف | ۰ – ۱ | تاج تهران | هند |
|                          |          |       | مظلومی ؟' |     |

| ۱ آذر ۱۳۵۰ نیمه نهایی                                                                              | ؟ | ؟ – ؟ | تاج تهران | هند |
| یادداشت: تیم تاج در بازی نیمه نهایی برنده شده است ولی از نام تیم و نتیجه بازی اطلاعاتی در دست نیست |   |       |           |     |

| ۳ آذر ۱۳۵۰ فینال | جولیندر | ۰ – ۱ | تاج تهران | هند |
|                  |         |       | مظلومی ۳' |     |

### بازی دوستانه
| ۳ اردیبهشت ۱۳۵۰ دوستانه ۱ | تاج تهران      | ۱ – ۲ | هامبورگ                               | تهران                                                                |
|                           | علی رحمانی ۸۴' |       | ورنر کرامر ۵۸' · فرانس ژوزف هونیک ۶۰' | ورزشگاه: امجدیه تهران تماشاگران: ۲۰۰۰۰ داور: ابوالقاسم حاج ابوالحسن  |

| ۵ شهریور ۱۳۵۰ دوستانه ۲ | تاج تهران            | ۲ – ۱ | آکادمیکای پرتغال  | تهران                                    |
|                         | جباری ۹' · مژدهی ۴۷' |       | واسکو جروازیو ۷۵' | ورزشگاه: امجدیه تهران داور: ارشد برازنده |

| ۳۰ مهر ۱۳۵۰ دوستانه ۳ | راه‌آهن تهران | ۰ – ۰ | تاج تهران | تهران                                       |
|                       |              | منبع  |           | ورزشگاه: استادیوم راه‌آهن داور: جمشید اخباری |

| ۱۵ آبان ۱۳۵۰ دوستانه ۴ | منتخب تاج، پرسپولیس،پاس | ۱ – ۱ | عقاب تهران                   | تهران                                    |
| | مظلومی ۳۴'              | منبع  | فریبرز اسماعیلی ۸۳' (پنالتی) | ورزشگاه: امجدیه تهران داور: ارشد برازنده |
| یادداشت: این بازی دوستانه در حضور ۱۵ هزار تماشاگر در ورزشگاه امجدیه تهران برای استفاده از عواید بلیط فروشی آن برای تامین مخارج معالجه کرم نیرلو بازیکن سابق تیم ملی و باشگاه عقاب برگزار شد. کرم نیرلو در تاریخ برگزاری این بازی برای درمان در انگلستان به سر میبرده است. |                         |       |                              |                                          |

| ۲۴ آبان ۱۳۵۰ دوستانه ۵ | تاج تهران   | ۱ – ۲ | بن سوسون برزیل           | تهران                                      |
| | حاج‌قاسم ۵۰' | منبع  | ارتانی رودریگوئز ۳'، ۶۱' | ورزشگاه: امجدیه تهران داور: عبدالرضا موزون |
| یادداشت: چون تیم اصلی تاج برای حضور در جام میلز در هندوستان حضور داشت در این بازی بازیکنانی از تیمهای افسر و دیهیم به ترکیب تیم تاج اضافه شده بودند. |             |       |                          |                                            |

## آمار فصل

### عملکرد کلی
| عنوان بازیها              | بازی | برد | مساوی | باخت | گل‌زده | گل‌خورده | تفاضل | امتیاز |
| ------------------------- | ---- | --- | ----- | ---- | ----- | ------- | ----- | ------ |
| لیگ منطقه‌ای               | ۱۴   | ۹   | ۰     | ۵    | ۲۹    | ۱۳      | ۱۶    | ۱۸     |
| مرحله مقدماتی لیگ منطقه‌ای | ۴    | ۴   | ۰     | ۰    | ۱۱    | ۱       | ۱۰    | ۸      |
| قهرمانی آسیا              | ۶    | ۳   | ۱     | ۲    | ۱۰    | ۸       | ۲     | ۷      |
| باشگاههای تهران           | ۱۴   | ۱۰  | ۴     | ۰    | ۳۴    | ۹       | ۲۵    | ۲۴     |
| جمع                       | ۳۸   | ۲۶  | ۵     | ۷    | ۸۴    | ۳۱      | ۲۷    | ۵۷     |

### تعداد بازی
| #  | بازیکن           | تعداد بازی  | تعداد بازی | تعداد بازی     | تعداد بازی |
| #  | بازیکن           | لیگ منطقه‌ای | لیگ تهران  | باشگاههای آسیا | جمع        |
| -- | ---------------- | ----------- | ---------- | -------------- | ---------- |
| ۱  | اکبر کارگرجم     | ۱۸          | ۱۴         | ۶              | ۳۸         |
| ۲  | جواد قراب        | ۱۷          | ۱۳         | ۶              | ۳۶         |
| ۳  | کارو حق‌وردیان    | ۱۶          | ۱۴         | ۵              | ۳۵         |
| ۴  | علی جباری        | ۱۶          | ۱۳         | ۶              | ۳۵         |
| ۵  | مسعود مژدهی      | ۱۴          | ۴          | ۶              | ۳۴         |
| ۶  | عزت جانملکی      | ۱۴          | ۱۳         | ۵              | ۳۲         |
| ۷  | غلامحسین مظلومی  | ۱۵          | ۱۲         | ۳              | ۳۰         |
| ۸  | مهدی حاج‌محمد     | ۱۵          | ۱۳         | ۰              | ۲۸         |
| ۹  | منصور پورحیدری   | ۱۵          | ۱۲         | ۰              | ۲۷         |
| ۱۰ | نصرالله عبداللهی | ۹           | ۱۱         | ۵              | ۲۵         |
| ۱۱ | ناصر حجازی       | ۹           | ۱۰         | ۵              | ۲۴         |
| ۱۲ | علیرضا حاج‌قاسم   | ۱۲          | ۷          | ۵              | ۲۴         |
| ۱۳ | مسعود معینی      | ۱۰          | ۵          | ۵              | ۲۰         |
| ۱۴ | پرویز قلیچ‌خانی   | ۰           | ۱۱         | ۶              | ۱۷         |
| ۱۵ | جلال طالبی       | ۴           | ۸          | ۲              | ۱۴         |
| ۱۶ | گودرز حبیبی      | ۳           | ۵          | ۵              | ۱۳         |
| ۱۷ | منصور رشیدی      | ۱۱          | ۰          | ۰              | ۱۱         |
| ۱۸ | عباس مژدهی       | ۳           | ۷          | ۰              | ۱۰         |
| ۱۹ | جواد الله‌وردی    | ۱۰          | ۰          | ۰              | ۱۰         |
| ۲۰ | علی رحمانی       | ۷           | ۰          | ۰              | ۷          |
| ۲۱ | علیرضا میرشکار   | ۶           | ۰          | ۰              | ۶          |
| ۲۲ | فرامرز ظلی       | ۰           | ۵          | ۱              | ۶          |
| ۲۳ | مهدی لواسانی     | ۰           | ۰          | ۶              | ۶          |
| ۲۴ | فرهنگ بادکوبه    | ۳           | ۰          | ۰              | ۳          |
| ۲۵ | امیرحسین طاهری   | ۲           | ۰          | ۱              | ۳          |

### آمار گلزن‌ها
| ردیف | گلزنان              | لیگ منطقه‌ای (۱) | باشگاههای تهران | باشگاههای آسیا | جمع |
| ---- | ------------------- | --------------- | --------------- | -------------- | --- |
| ۱    | علی جباری           | ۱۵              | ۴               | ۱              | ۲۰  |
| ۲    | غلامحسین مظلومی     | ۷               | ۸               | ۳              | ۱۸  |
| ۳    | جواد قراب           | ۴               | ۱۰              | ۰              | ۱۴  |
| ۴    | علیرضا حاج‌قاسم      | ۴               | ۳               | ۳              | ۱۰  |
| ۵    | مهدی حاج‌محمد        | ۱               | ۵               | ۰              | ۶   |
| ۶    | مسعود مژدهی         | ۱               | ۰               | ۲              | ۳   |
| ۷    | عباس مژدهی          | ۰               | ۲               | ۰              | ۲   |
| ۸    | علی رحمانی          | ۲               | ۰               | ۰              | ۲   |
| ۹    | کارو حق‌وردیان       | ۱               | ۰               | ۰              | ۱   |
| ۱۰   | مسعود معینی         | ۱               | ۰               | ۰              | ۱   |
| ۱۱   | عزت جانملکی         | ۰               | ۰               | ۱              | ۱   |
| ۱۲   | منصور پورحیدری      | ۰               | ۱               | ۰              | ۱   |
| ۱۳   | پرویز قلیچ‌خانی      | ۰               | ۱               | ۰              | ۱   |
| ۱۴   | گل به خودی حریف (۲) | ۱               | ۰               | ۰              | ۱   |
|      | جمع                 | (۳) ۳۷          | ۳۴              | ۱۰             | ۸۱  |

۱-تیم تاج در مرحله نهایی لیگ منطقه‌ای ۲۶ گل به ثمر رساند ولی در جدول پایانی، جمع گلهای تاج به خاطر بازی با تیم جم آبادان که ۳ بر ۰ اعلام شد ۲۹ گل ثبت شده است.
۲- یک گل توسط ابوالقاسم علی‌اکبری مدافع تیم تاج رشت برای تیم تاج تهران به ثمر رسید.
۳- در این جدول گلهای بازیهای مقدماتی را نیز محاسبه کرده‌ایم. که تیم تاج با احتساب ۱۱ گل مرحله مقدماتی جمعا ۳۷ گل به ثمر رسانده است

### کاپیتان‌های فصل
| رده | نام            | لیگ منطقه‌ای | باشگاههای تهران | جام باشگاهها | جمع |
| --- | -------------- | ----------- | --------------- | ------------ | --- |
| ۱   | پرویز قلیج‌خانی | ۰           | ۱۱              | ۶            | ۱۷  |
| ۲   | علی جباری      | ۱۶          | ۰               | ۰            | ۱۶  |
| ۳   | جلال طالبی     | ۱           | ۳               | ۰            | ۴   |

- فقط کاپینانهایی که بازی را شروع کرده‌اند در این جدول قرار گرفته‌اند و کاپیتانهای تعویضی محاسبه نشده‌اند.

## نگارخانه

بازی دوستانه راه‌آهن و تاج در سال ۱۳۵۰
حضور تاج در جام میلز هندوستان و لیست بازیکنان حاضر در این جام
بازی دوستانه تاج و بن سوسون برزیل
نتیجه و گزارش بازی تاج و بن سوسون برزیل
برتری تاج در برابر تیم "بی‌اس‌اف" و حضور در مرحله نیمه‌نهایی
برتری تاج با ۴ گل در برابر اقبال در جام دوستی
پیروزی تاج در نیمه نهایی جام دوستی سال ۱۳۵۱ در برابر راه‌آهن
قهرمانی تاج در جام دوستی
بازی منتخب تاج، پرسپولیس و پاس با تیم عقاب تهران برای کمک به کرم نیرلو
بازی دوستانه تیم فوتبال زنان تاج و تیم منتخبی از زنان فوتبالیست ایتالیا
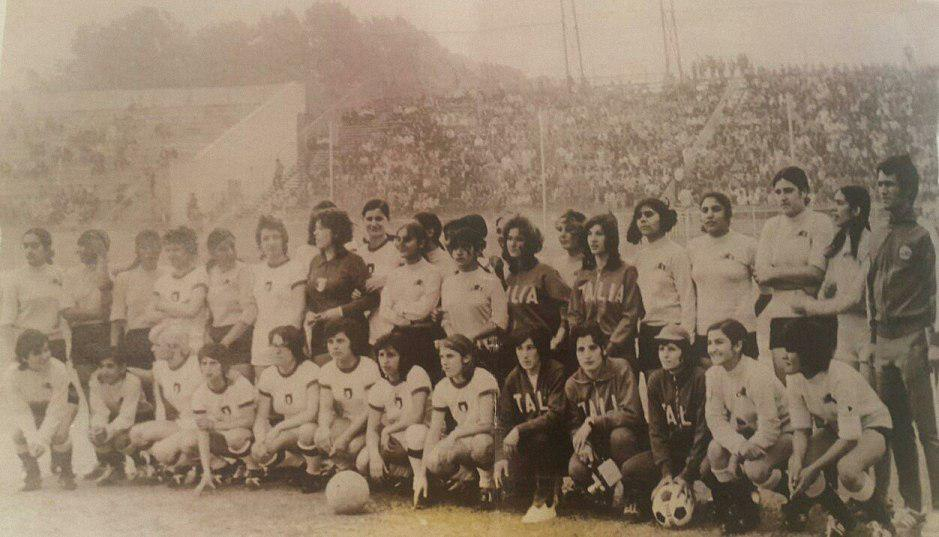
بازی دوستانه تیم فوتبال زنان تاج و تیم منتخبی از زنان فوتبالیست ایتالیا
بازی دوستانه تیم فوتبال زنان تاج و تیم منتخبی از زنان فوتبالیست ایتالیا
بازی دوستانه تیم فوتبال زنان تاج و تیم منتخبی از زنان فوتبالیست ایتالیا
عکس دسته جمعی تاج در بازی با ماشین‌سازی تبریز در مقدماتی لیگ منطقه‌ای
حصور بازیکنان تاج بر سر مزار گاندی در هندوستان در حین بازیهای جام میلز
عکسی از تاج در بازیهای لیگ منطقه‌ای ایران در سال ۱۳۵۰
عکسی از صحنه گل دوم غلامحسین مظلومی به پلیس عراق در سال ۱۳۵۰
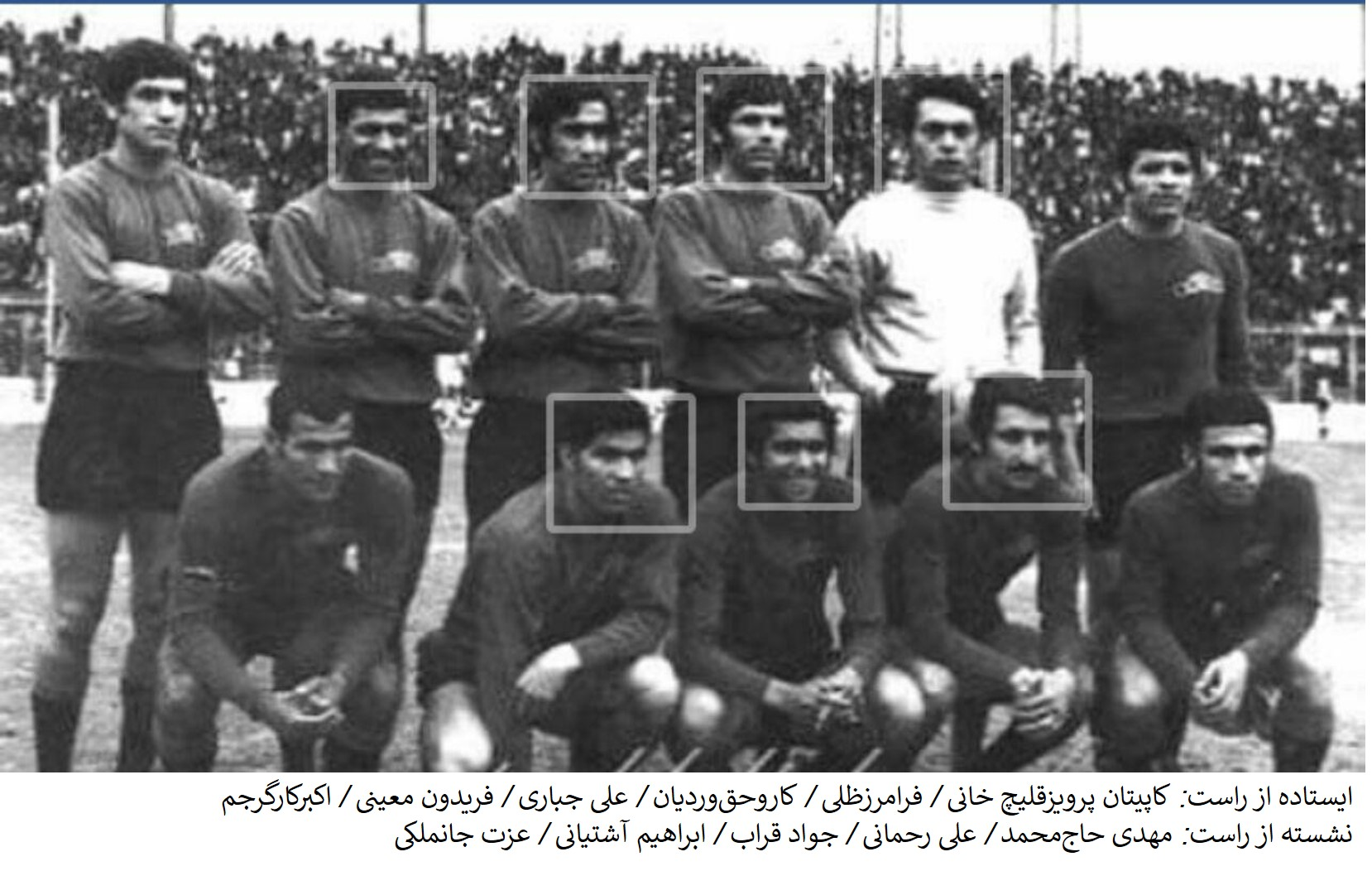
عکس تیمی تاج تهران در بازی دوستانه با هامبورگ آلمان
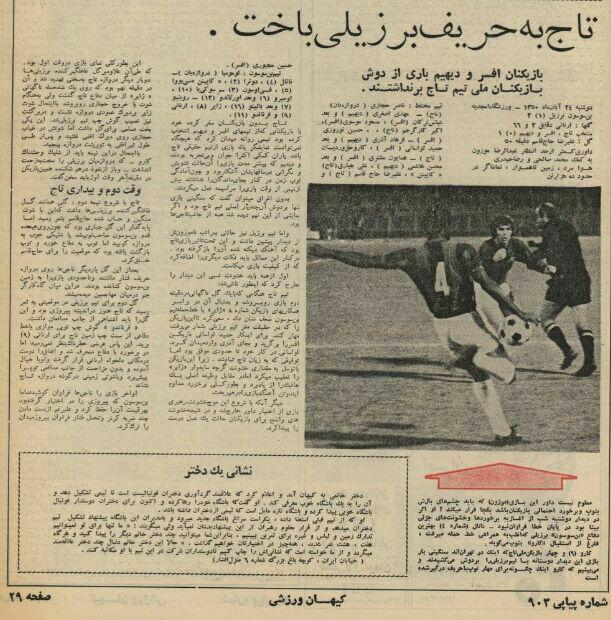
گزارش بازی تاج تهران و بن سوسون برزیل

## سایر ورزشها
- در مسابقات دوچرخه‌سواری جام باشگاههای تهران تیم تاج به مقام قهرمانی رسید و تیم‌های عقاب و پاس به مقام‌های دوم و سوم رسیدند
- در مسابقات دو صحرانوردی قهرمانی باشگاههای تهران تیم تاج به مقام قهرمانی رسید.
- در مسابقات دو و میدانی قهرمانی باشگاههای تهران تیم تاج به مقام قهرمانی دست یافت و تیم های پاس و سعادت در جایگاه دوم و سوم ایستادند.
- در مسابقات دو و میدانی بانوان قهرمانی باشگاه های تهران تیم تاج برای یازدهمین بار به مقام قهرمانی دست یافت و دو تیم باس و آرارات در رتبه‌های بعدی ایستاند.
- در مسابقات قهرمانی والیبال بانوان (جام کوروش) تیم والیبال تاج عنوان قهرمانی را کسب کرد
- در مسابقات والیبال قهرمانی باشگاههای تهران که در اواخر سال ۱۳۴۹ و فروردین سال ۱۳۵۰ برگزار گردید تیم والیبال باشگاه تاج هر یازده بازی را برد پشت سر گذاشت و جمعا موفق شد ۳۳ گیم را ببرد و فقط ۶ گیم را واگذار کرد و با کسب ۲۲ امتیاز به مقام قهرمانی رسید. اعضای تیم تاج در این مسابقات : خسرو نیاکان، هوشنگ ملک‌لو، مصطفی ذوقی، ارژنگ مهاجر، ناصر میرفخرایی، حسن محمدنبی، بهمن غیاثی، مجید مسگرها، حسین بهرام‌صفت و داود ایرانیان (مربی)
- در مسابقات والیبال بانوان باشگاههای تهران، تیم والیبال تاج با ۱۰ امتیاز(۵ بازی، ۵ برد) به مقام قهرمانی این دوره از مسابقات رسید. تیمهای افسر و پاس در رده های بعدی قرار گرفتند. اعضا تیم تاج عبارت بودند از: پری کریمی، سرور سعادتی، پری فردی، پری عابدینی، فاطمه سپنجی، پرتو حیدری، سید هادی‌زاده، حسین بهرام صفت (مربی)